# Golasar, Indi
Golasar là một làng thuộc tehsil Indi, huyện Bijapur, bang Karnataka, Ấn Độ.